# Harrisia nashii
Harrisia nashii ist eine Pflanzenart in der Gattung Harrisia aus der Familie der Kakteengewächse (Cactaceae). Das Artepitheton nashii ehrt den US-amerikanischen Botaniker George Valentine Nash (1864–1921).

## Beschreibung
Harrisia nashii wächst strauchig mit weit spreizenden Zweigen und erreicht Wuchshöhen von 2 bis 3 Meter. Die aufrechten, hellgrünen Triebe weisen Durchmesser von 3 bis 4 Zentimeter auf. Es sind neun bis elf gerundete Rippen vorhanden. Die drei bis sechs grauen Dornen sind bis zu 1,5 Zentimeter lang.
Die Blüten weisen eine Länge von 16 bis 20 Zentimeter auf. Die ellipsoiden Früchte sind stark gehöckert. Sie erreichen Durchmesser von 4 bis 5 Zentimeter und Längen von 6 bis 8 Zentimeter.

## Verbreitung und Systematik
Harrisia nashii ist auf Haiti und in der Dominikanischen Republik verbreitet.
Die Erstbeschreibung durch Nathaniel Lord Britton wurde 1909 veröffentlicht. Ein nomenklatorisches Synonym ist Cereus nashii (Britton) Vaupel (1913).

## Nachweise